# Bourg de Fudian
Le Bourg de Fudian (chinois : 府店镇) est une unité administrative du niveau cantonal (乡级) placée sous la juridiction de la ville-district de Yanshi, qui est elle-même placée sous la juridiction administrative de la ville-préfecture de Luoyang, dans la province du Henan, en Chine.

## Divisions administratives
Le bourg de Fudian comprend les zones suivantes:
- Village de Fuxi (府西村、)
- Village de Fubei (府北村、)
- Village de Funan (府南村、)
- Village de Xinzhai (新寨村、)
- Village de Zhouzhai (周寨村、)
- Village de Xiguanmao (西管茅村、)
- Village de Dongguanmao (东管茅村、)
- Village de Xikouzi (西口孜村、)
- Village de Dongkouzi (东口孜村、)
- Village de Miaoqian (庙前村、)
- Village de Jiagou (夹沟村、)
- Village de Zhaizie (寨孜村、)
- Village de Shuangta (双塔村、)
- Village de Shenjiadian (参驾店村、)
- Village de Hanzhuang (韩庄村、)
- Village de Tangyao (唐窑村、)
- Village de Liu (刘村、)
- Village de Niuyao (牛窑村、)
- Village de Dongyao (东窑村、)
- Village de Laiding (来定村、)
- Village de Yangyao (杨窑村、)
- Village de Baiji ( 柏峪村、)
- Village de Anle (安乐村、)
- Village de Foguang( 佛光村、)
- Village de Xinggou (杏沟村、)
- Village de Shijiayao( 史家窑村、)
- Village de Caoyao (曹窑村、)
- Village de Renyao( 任窑村)
- Village de Cheli (车李村)